# Ivan Svensson
Denna artikel handlar om Ivan Svensson i Skyllberg. För dennes son, se Ivan Svenssson (1904–1989).
Ivan Erik Gustaf Svensson (i riksdagen kallad Svensson i Skyllberg), född 7 oktober 1858 i Lindesbergs stadsförsamling, Örebro län, död 14 maj 1918 i Lerbäcks församling, Örebro län, var en svensk disponent och riksdagspolitiker.
Svensson var disponent vid Skyllbergs bruk i Örebro län, som köptes 1888 av Ivan och hans bror Gustaf Svensson. Han var även politiker och tillhörde riksdagens andra kammare 1903–1914 och var därefter ledamot i första kammaren.